# Olympische Sommerspiele 1948/Schwimmen – 4 × 100 m Freistil (Frauen)
Die 4-mal-100-Meter-Freistilstaffel der Frauen bei den Olympischen Spielen 1948 in London wurde am 4. und 6. August ausgetragen. Olympiasieger wurde die Staffel der Vereinigten Staaten. Silber ging an die dänische Staffel und Bronze gewann die Staffel der Niederlande.

## Rekorde
Vor Beginn der Olympischen Spiele waren folgende Rekorde gültig.
| Weltrekord         | 4:27,6 min | Dänemark    | Kopenhagen Dänemark    | 7. August 1938  |
| Olympischer Rekord | 4:36,0 min | Niederlande | Berlin Deutsches Reich | 14. August 1936 |

Folgende neue Rekorde wurden aufgestellt:
| Olympischer Rekord | 4:33,5 min | Dänemark | Halbfinale |

| Olympischer Rekord | 4:31,3 min | Niederlande | Halbfinale |

| Olympischer Rekord | 4:29,2 min | Vereinigte Staaten | Finale |

## Ergebnisse

### Halbfinale
Das Halbfinale wurde am 4. August ausgetragen. Die ersten vier Staffeln eines jeden Laufs qualifizierten sich für das Finale.
Halbfinale 1
| Rang | Nation             | Athletinnen                                                             | Zeit       | Anm. |
| ---- | ------------------ | ----------------------------------------------------------------------- | ---------- | ---- |
| 1    | Dänemark           | Eva Arndt Elvi Svendsen Greta Andersen Fritze Carstensen                | 4:33,5 min | QQ   |
| 2    | Vereinigte Staaten | Marie Corridon Thelma Kalama Brenda Helser Ann Curtis                   | 4:34,1 min | QQ   |
| 3    | Großbritannien     | Patricia Nielsen Margaret Wellington Lillian Preece Catherine Gibson    | 4:36,1 min | QQ   |
| 4    | Frankreich         | Josette Arène Colette Thomas Ginette Jany-Sendral Marie Foucher-Creteau | 4:50,0 min | QQ   |
| 5    | Argentinien        | Enriqueta Duarte Liliana Gonzalias Adriana Camelli Eileen Holt          | 4:59,5 min |      |
| 6    | Kanada             | Kathleen McNamee Joyce Court Vivian King Irene Strong                   | 5:04,5 min |      |

Halbfinale 2
| Rang | Nation      | Athletinnen                                                               | Zeit       | Anm. |
| ---- | ----------- | ------------------------------------------------------------------------- | ---------- | ---- |
| 1    | Niederlande | Irma Schumacher Margot Marsman Marie-Louise Linssen Johanna Termeulen     | 4:31,3 min | QQ   |
| 2    | Schweden    | Gisela Thidholm Elisabeth Ahlgren Marianne Lundquist Ingegärd Fredin      | 4:38,5 min | QQ   |
| 3    | Ungarn      | Mária Littomeritzky Ilona Novák Judit Temes Magda Lenkei                  | 4:47,5 min | QQ   |
| 4    | Brasilien   | Eleonora Schmitt Maria da Costa Talita Rodrígues Piedade Coutinho-Tavares | 4:51,4 min | QQ   |
| 5    | Belgien     | Maria Huybrechts Maria Oeyen Maria Van Den Brand Fernande Caroen          | 4:54,9 min |      |

### Finale
6. August 1948
| Rang | Nation             | Athletinnen                                                               | Zeit            |
| ---- | ------------------ | ------------------------------------------------------------------------- | --------------- |
| 1    | Vereinigte Staaten | Marie Corridon Thelma Kalama Brenda Helser Ann Curtis                     | 4:29,2 min (OR) |
| 2    | Dänemark           | Eva Arndt Karen Harup Greta Andersen Fritze Carstensen                    | 4:29,6 min      |
| 3    | Niederlande        | Irma Schumacher Margot Marsman Marie-Louise Linssen Johanna Termeulen     | 4:31,6 min      |
| 4    | Großbritannien     | Patricia Nielsen Margaret Wellington Lillian Preece Catherine Gibson      | 4:34,7 min      |
| 5    | Ungarn             | Mária Littomeritzky Ilona Novák Judit Temes Éva Székely                   | 4:44,8 min      |
| 6    | Brasilien          | Eleonora Schmitt Maria da Costa Talita Rodrígues Piedade Coutinho-Tavares | 4:49,1 min      |
| 7    | Frankreich         | Josette Arène Gisèle Vallerey Colette Thomas Ginette Jany-Sendral         | 4:49,8 min      |
|      | Schweden           | Gisela Thidholm Elisabeth Ahlgren Marianne Lundquist Ingegärd Fredin      | DSQ             |